# G7
Skupina sedmih (G7) je neformalna skupina gospodarsko najuspešnejših liberalnih demokracij, ki jo sestavljajo Kanada, Francija, Nemčija, Italija, Japonska, Združeno kraljestvo in Združene države Amerike. Voditelji vlad držav članic in predstavniki Evropske unije se sestanejo na letnem vrhu G7.
Od leta 2018 G7 predstavlja 58 % svetovnega neto premoženja (317 milijard ameriških dolarjev), več kot 46 % svetovnega bruto domačega proizvoda (BDP) na podlagi nominalnih vrednosti in več kot 32 % svetovnega BDP na podlagi paritete kupne moči. Sedem vključenih držav je tudi največjih svetovnih v Mednarodnem denarnem skladu - naprednih gospodarstev.

## Zgodovina
Koncept foruma za glavne industrializirane države sveta se je pojavil pred naftno krizo leta 1973. V nedeljo, 25. marca 1973, je ameriški finančni minister George Shultz pred tem sklical neformalno srečanje finančnih ministrov Zahodne Nemčije (Helmut Schmidt), Francije (Valéry Giscard d'Estaing) in Združenega kraljestva (Anthony Barber) pred srečanjem v Washingtonu, DC. Srečanje je bilo nato v knjižnici v pritličju Bele hiše, zato je skupina postala znana kot »knjižnična skupina«. Sredi leta 1973 je Shultz na sestankih Svetovne banke in Mednarodnega denarnega sklada predlagal vključitev Japonske med prvotne štiri države, ki so se s predlogom strinjale. Neformalno srečanje visokih finančnih uradnikov iz ZDA, Združenega kraljestva, Zahodne Nemčije, Japonske in Francije je postalo znano kot »skupina petih« oz. G5.
Leta 1974 je francoski predsednik Georges Pompidou umrl in njegov neposredni naslednik ni hotel kandidirati na izrednih volitvah, kar je povzročilo dve zamenjavi predsednika države v Franciji v enem letu. Zahodnonemški kancler Brandt, ameriški predsednik Richard Nixon in japonski premier Kakuei Tanaka so zaradi škandalov odstopili. V Združenem kraljestvu je bila manjšinska vlada oblikovana po visečih volitvah, kar je do drugih volitev tistega leta ustvarilo nestabilne razmere. Končno je tradicionalno nestabilna vlada 1. italijanske republike še enkrat zamenjala predsednika vlade.
Konec pomladi 1975 je francoski predsednik d'Estaing povabil voditelje vlad iz Zahodne Nemčije, Italije, Japonske, Združenega kraljestva in ZDA na vrh v Château de Rambouillet; letno srečanje šestih voditeljev je bilo organizirano pod rotacijskim predsedstvom in je tvorilo skupino šestih (G6). Leta 1976 se je skupini pridružila Kanada in skupina je postala Skupina sedmih (G7). Od prvega povabila Združenega kraljestva leta 1977, Evropsko unijo zastopa predsednik Evropske komisije, nekaj let kasneje se je pridružil še predsednik Evropskega sveta, ki je bil dolga leta vodja države, ki je predsedovala Svetu Evropske unije.

## Seznam srečanj
| #   | Leto            | Država gostiteljica     | Mesto              | Predsedujoči                           |
| --- | --------------- | ----------------------- | ------------------ | -------------------------------------- |
| 1.  | 1975            | Francija                | Rambouillet        | Valéry Giscard d'Estaing               |
| 2.  | 1976            | Združene države Amerike | San Juan           | Gerald Ford                            |
| 3.  | 1977            | Združeno kraljestvo     | London             | James Callaghan                        |
| 4.  | 1978            | Nemčija                 | Bonn               | Helmut Schmidt                         |
| 5.  | 1979            | Japonska                | Tokio              | Masajoši Ohira                         |
| 6.  | 1980            | Italija                 | Benetke            | Francesco Cossiga                      |
| 7.  | 1981            | Kanada                  | Ottawa             | Pierre Trudeau                         |
| 8.  | 1982            | Francija                | Versailles         | François Mitterrand                    |
| 9.  | 1983            | Združene države Amerike | Williamsburg       | Ronald Reagan                          |
| 10. | 1984            | Združeno kraljestvo     | London             | Margaret Thatcher                      |
| 11. | 1985            | Nemčija                 | Bonn               | Helmut Kohl                            |
| 12. | 1986            | Japonska                | Tokio              | Jasuhiro Nakasone                      |
| 13. | 1987            | Italija                 | Benetke            | Amintore Fanfani                       |
| 14. | 1988            | Kanada                  | Toronto            | Brian Mulroney                         |
| 15. | 1989            | Francija                | Pariz              | François Mitterrand                    |
| 16. | 1990            | Združene države Amerike | Houston            | George H. W. Bush                      |
| 17. | 1991            | Združeno kraljestvo     | London             | John Major                             |
| 18. | 1992            | Nemčija                 | München            | Helmut Kohl                            |
| 19. | 1993            | Japonska                | Tokio              | Kiiči Mijazava                         |
| 20. | 1994            | Italija                 | Neapelj            | Silvio Berlusconi                      |
| 21. | 1995            | Kanada                  | Halifax            | Jean Chrétien                          |
| 22. | 1996            | Francija                | Lyon               | Jacques Chirac                         |
| 23. | 1997            | Združene države Amerike | Denver             | Bill Clinton                           |
| 24. | 1998            | Združeno kraljestvo     | Birmingham         | Tony Blair                             |
| 25. | 1999            | Nemčija                 | Köln               | Gerhard Schröder                       |
| 26. | 2000            | Japonska                | Nago               | Joširo Mori                            |
| 27. | 2001            | Italija                 | Genova             | Silvio Berlusconi                      |
| 28. | 2002            | Kanada                  | Kananaskis         | Jean Chrétien                          |
| 29. | 2003            | Francija                | Évian-les-Bains    | Jacques Chirac                         |
| 30. | 2004            | Združene države Amerike | Sea Island         | George W. Bush                         |
| 31. | 2005            | Združeno kraljestvo     | Gleneagles         | Tony Blair                             |
| 32. | 2006            | Rusija                  | Strelna            | Vladimir Putin                         |
| 33. | 2007            | Nemčija                 | Heiligendamm       | Angela Merkel                          |
| 34. | 2008            | Japonska                | Tojako             | Jasuo Fukuda                           |
| 35. | 2009            | Italija                 | L'Aquila           | Silvio Berlusconi                      |
| 36. | 2010            | Kanada                  | Huntsville         | Stephen Harper                         |
| 37. | 2011            | Francija                | Deauville          | Nicolas Sarkozy                        |
| 38. | 2012            | Združene države Amerike | Camp David         | Barack Obama                           |
| 39. | 2013            | Združeno kraljestvo     | Lough Erne         | David Cameron                          |
| 40. | 2014            | Evropska unija          | Bruselj            | Herman Van Rompuy, José Manuel Barroso |
| 41. | 2015            | Nemčija                 | Dvorec Elmau, Krün | Angela Merkel                          |
| 42. | 2016            | Japonska                | Šima               | Šinzo Abe                              |
| 43. | 2017            | Italija                 | Taormina           | Paolo Gentiloni                        |
| 44. | 2018            | Kanada                  | La Malbale         | Justin Trudeau                         |
| 45. | 2019            | Francija                | Biarritz           | Emmanuel Macron                        |
| 46. | 2020 preklicano | Združene države Amerike | Camp David         | Donald Trump                           |
| 47. | 2021            | Združeno kraljestvo     | St Ives            | Boris Johnson                          |
| 48. | 2022            | Nemčija                 | neznano            | neznano                                |
| 49. | 2023            | Japonska                | neznano            | neznano                                |
| 50. | 2024            | Italija                 | neznano            | neznano                                |

## Voditelji držav in predstavniki EU (stanje 2024)
- Kanada
Justin Trudeau,
predsednik vlade
- Francija
 Emmanuel Macron,
 predsednik
- Nemčija
Olaf Scholz, kancler
- Italija
Giorgia Meloni,
predsednica vlade
- Japonska
Fumio Kišida, predsednik vlade
- Združeno kraljestvo
Keir Starmer,
predsednik vlade
- Združene države Amerike
Joe Biden,
predsednik
- Evropska unija
Ursula von der Leyen,
predsednica Evropske komisije
- Evropska unija
Charles Michel,
predsednik Evropskega sveta

## Polemika

### Izključitev Rusije
Marca 2014 so člani G7 po priključitvi Krima člani skupine G7 Rusko federacijo izključili iz političnega foruma G8. Po prekinitvi se je Ruska federacija januarja 2017 odločila trajno zapustiti G8. Odločitev je bila potrjena junija 2018.

### Protesti leta 2015
Med vrhom je demonstriralo približno 7.500 protestnikov pod vodstvom skupine 'Stop-G7'. Približno 300 jih je uspelo doseči tretjo 3 m visoko in 7 km dolgo varnostno ograjo, ki je obdajala prizorišče vrha, kljub neizmernim prizadevanjem Nemčije, da bi ga preprečila, in kljub oddaljeni lokaciji - luksuzni hotel Schloss Elmau ob vznožju gorovja Wetterstein. Protestniki so dvomili v legitimnost skupine G7, da bi sprejemala odločitve, ki bi lahko vplivale na ves svet. Oblasti so prepovedale demonstracije na bližnjem območju vrha, 20.000 policistov pa je dežuralo na južnem Bavarskem, da bi preprečili aktivistom in protestnikom, da bi ovirali vrh.